# Chainça
Chainça ist ein Ort und eine ehemalige Gemeinde (Freguesia) im portugiesischen Kreis Leiria. Die Gemeinde hatte 772 Einwohner (Stand 30. Juni 2011).
Am 29. September 2013 wurden die Gemeinden Chainça und Santa Catarina da Serra zur neuen Gemeinde União das Freguesias de Santa Catarina da Serra e Chainça zusammengeschlossen.